# Erasm Karamjan

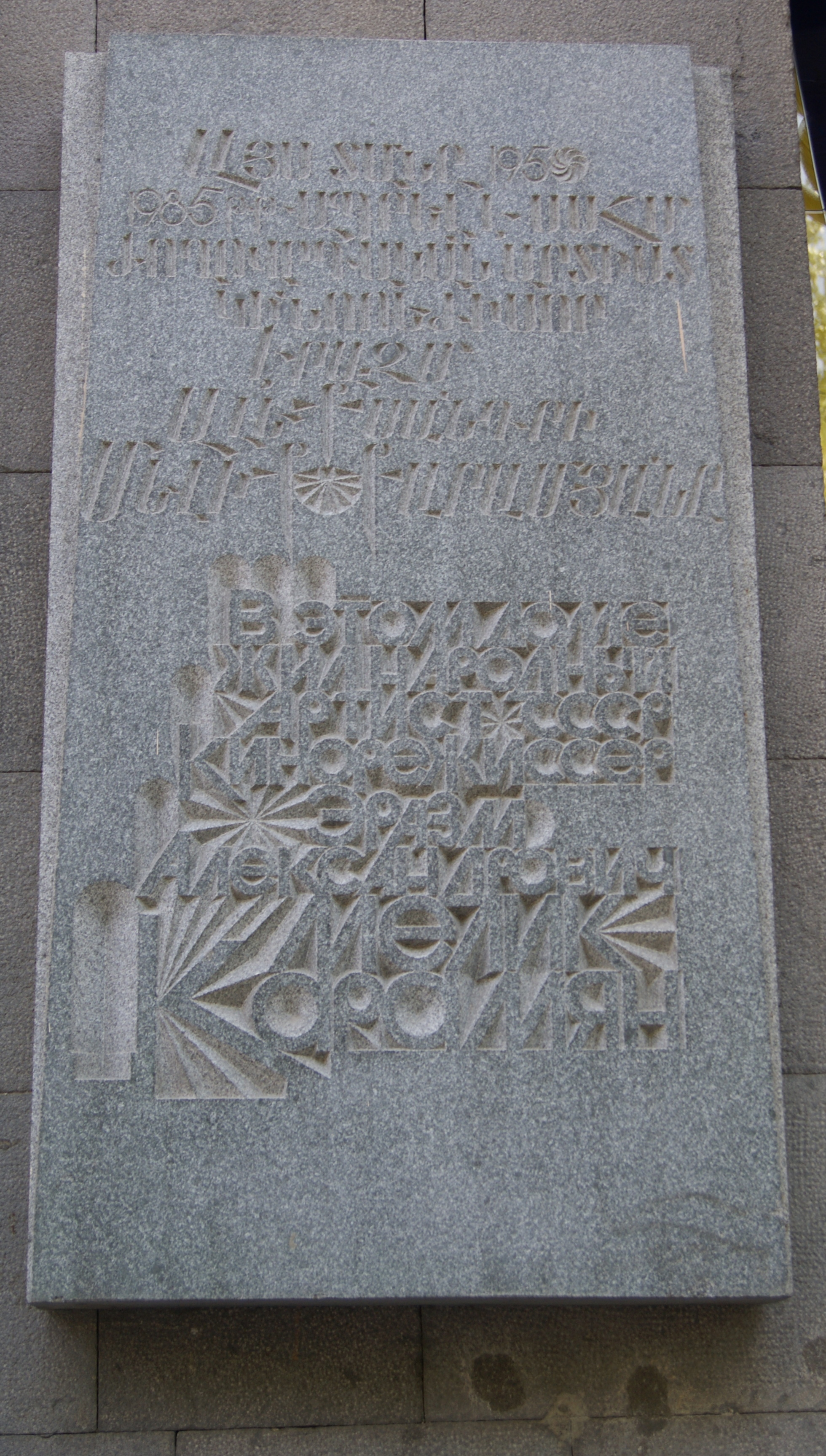
Gedenktafel für Karamjan

Erasm Karamjan (armenisch Էրազմ Քարամյան, russisch Эразм Карамян; * 15. März 1912 in Paris; † 15. Juni 1985 in Jerewan, Armenische SSR) war ein armenischer Regisseur und Drehbuchautor.
1930 begann er eine Tätigkeit als Regisseur an Theatern in Westsibirien und Moskau und absolvierte 1936 das Charkiwer Musik- und Theaterinstitut. Ab 1937 arbeitete er beim Filmstudio Armenfilm. Von 1941 bis 1945 wurde er in der Roten Armee im Zweiten Weltkrieg unter anderem in der Schlacht um den Kaukasus und der Noworossijsk-Tamaner Operation eingesetzt. Nach Kriegsende kehrte er zum Studio Armenfilm zurück und führte Regie bei Dokumentar- und Spielfilmen. Im Jahre 1971 wurde ihm der Titel „Volkskünstler der UdSSR“ verliehen.